# Indomalayia
Indomalayia é um gênero de mariposa pertencente à família Crambidae.